# Прва лига СР Југославије у кошарци 2002/03.
Првенство Југославије у кошарци 2002/2003. је било дванаесто првенство СР Југославије у кошарци. Због спонзорског уговора лига је имала назив Фриком ЈУБА лига. Ово је било последње одиграно првенство под именом СР Југославије, пошто се од наредне сезоне лига звала Прва лига Србије и Црне Горе у кошарци. Титулу је освојио Партизан.

## Табела
|     | Тим             | Игр. | Поб. | Изг. | П+   | П-   | П+/- | Бод |
| --- | --------------- | ---- | ---- | ---- | ---- | ---- | ---- | --- |
| 1.  | Партизан Мобтел | 22   | 20   | 2    | 2008 | 1716 | +292 | 42  |
| 2.  | ФМП Железник    | 22   | 18   | 4    | 1906 | 1644 | +262 | 40  |
| 3.  | Црвена звезда   | 22   | 16   | 6    | 1963 | 1763 | +200 | 38  |
| 4.  | Будућност       | 22   | 16   | 6    | 2019 | 1854 | +165 | 38  |
| 5.  | Хемофарм        | 22   | 14   | 8    | 1790 | 1683 | +107 | 36  |
| 6.  | Ловћен          | 22   | 9    | 13   | 1674 | 1792 | -118 | 31  |
| 7.  | Здравље         | 22   | 8    | 14   | 1677 | 1822 | -145 | 30  |
| 8.  | НИС Војводина   | 22   | 7    | 15   | 1825 | 1993 | -168 | 29  |
| 9.  | Лавови 063      | 22   | 7    | 15   | 1796 | 1916 | -120 | 29  |
| 10. | Спартак         | 22   | 6    | 16   | 1635 | 1826 | -191 | 28  |
| 11. | Слога           | 22   | 6    | 16   | 1636 | 1806 | -170 | 28  |
| 12. | ОКК Београд     | 22   | 5    | 17   | 1818 | 1932 | -114 | 27  |

Легенда:

## Разигравање за титулу (Плеј оф)
Четвртфинале се играло на две добијене, а полуфинале и финале на три добијене утакмице.

### Четвртфинале
Први пар:
| 8. 5. 2003. |  | Партизан Мобтел | 96 : 72 | НИС Војводина | Хала Пионир, Београд |  |

| 11. 5. 2003. |  | НИС Војводина | 74 : 99 | Партизан Мобтел | СПЕНС, Нови Сад |  |

Други пар:
| 7. 5. 2003. |  | ФМП Железник | 78 : 67 | Здравље | Дворана Железник, Београд |  |

| 9. 5. 2003. |  | Здравље | 68 : 87 | ФМП Железник | СРЦ Дубочица, Лесковац |  |

Трећи пар:
| 7. 5. 2003. |  | Црвена звезда | 88 : 70 | Ловћен | Хала Пионир, Београд |  |

| 9. 5. 2003. |  | Ловћен | 61 : 69 | Црвена звезда | Спортски центар Ловћен, Цетиње |  |

Четврти пар:
| 8. 5. 2003. |  | Будућност | 81 : 75 | Хемофарм | Спортски центар Морача, Подгорица |  |

| 11. 5. 2003. |  | Хемофарм | 96 : 85 | Будућност | Центар Миленијум, Вршац |  |

| 13. 5. 2003. |  | Будућност | 94 : 83 | Хемофарм | Спортски центар Морача, Подгорица |  |

### Полуфинале
Први пар:
| 14. 5. 2003. |  | ФМП Железник | 89 : 81 | Црвена звезда | Дворана Железник, Београд |  |

| 16. 5. 2003. |  | ФМП Железник | 79 : 67 | Црвена звезда | Дворана Железник, Београд |  |

| 19. 5. 2003. |  | Црвена звезда | 68 : 82 | ФМП Железник | Хала Пионир, Београд |  |

Други пар:
| 16. 5. 2003. |  | Партизан | 93 : 91 | Будућност | Хала Пионир, Београд |  |

| 18. 5. 2003. |  | Партизан | 101 : 85 | Будућност | Хала Пионир, Београд |  |

| 21. 5. 2003. |  | Будућност | 107 : 104 | Партизан | Спортски центар Морача, Подгорица |  |

| 23. 5. 2003. |  | Будућност | 77 : 92 | Партизан | Спортски центар Морача, Подгорица |  |

### Финале
| 31. 5. 2003. |                                       | Партизан Мобтел | 82 : 71    | ФМП Железник | Хала Пионир, Београд Гледаоци: 6,000 Судије: Белошевић, Димитријевић |  |
| 31. 5. 2003. | Четвртине: 15-18, 19-24, 23-11, 25-19 |                 |            |              | Хала Пионир, Београд Гледаоци: 6,000 Судије: Белошевић, Димитријевић |  |
| 31. 5. 2003. | Поени: Крстић 20                      |                 | Николић 20 |              | Хала Пионир, Београд Гледаоци: 6,000 Судије: Белошевић, Димитријевић |  |

| 2. 6. 2003. |                                       | Партизан Мобтел | 90 : 85   | ФМП Железник | Хала Пионир, Београд Гледаоци: Љуца, Нешковић Судије: 6,000 |  |
| 2. 6. 2003. | Четвртине: 21-28, 23-18, 14-19, 32-20 |                 |           |              | Хала Пионир, Београд Гледаоци: Љуца, Нешковић Судије: 6,000 |  |
| 2. 6. 2003. | Поени: Вујанић 22                     |                 | Фримен 21 |              | Хала Пионир, Београд Гледаоци: Љуца, Нешковић Судије: 6,000 |  |

| 5. 6. 2003. |                                       | ФМП Железник | 69 : 76 | Партизан Мобтел | Дворана Железник, Београд Гледаоци: 3,000 Судије: Јовчић, Војиновић |  |
| 5. 6. 2003. | Четвртине: 17-20, 14-20, 27-19, 11-17 |              |         |                 | Дворана Железник, Београд Гледаоци: 3,000 Судије: Јовчић, Војиновић |  |
| 5. 6. 2003. | Поени: Зороски 18                     |              | Хаус 19 |                 | Дворана Железник, Београд Гледаоци: 3,000 Судије: Јовчић, Војиновић |  |

| Првак СР Југославије 2002/03. |
| ----------------------------- |
| Партизан                      |

## Састави екипа
| Екипа         | Играчи | Тренер                |
| ------------- | --- | --------------------- |
| Партизан      | Милош Вујанић, Ненад Крстић, Душан Кецман, Ђуро Остојић, Фредерик Хаус, Ненад Чанак, Благота Секулић, Коста Перовић, Вуле Авдаловић, Марвин О'Конор, Слободан Савовић, Урош Трипковић, Иван Раденовић                                                                     | Душко Вујошевић       |
| ФМП Железник  | Бојан Поповић, Веселин Петровић, Иван Зороски, Реџи Фримен, Нинослав Марјановић, Саша Братић, Вања Плиснић, Слободан Поповић, Горан Николић, Иван Тодоровић, Огњен Ашкрабић, Мирослав Марковић                                                                            | Владе Ђуровић         |
| Црвена звезда | Скуни Пен, Златко Болић, Горан Јеретин, Владимир Тица, Јован Копривица, Горан Ћакић, Млађан Шилобад, Милан Дозет, Велибор Радовић, Обина Екезије, Тајрон Вашингтон, Лука Богдановић, Милко Бјелица, Александар Гајић, Владан Вукосављевић, Лука Павићевић, Стефан Миљевић | Александар Трифуновић |
| Будућност     | Бојан Бакић, Гаврило Пајовић, Александар Смиљанић, Џон Браун, Никола Булајић, Милутин Алексић, Иван Кољевић, Дамјан Кандић, Славко Вранеш, Дејан Милојевић, Жарко Ракочевић, Жарко Чабаркапа, Александар Павловић.                                                        | Миодраг Балетић       |
| Хемофарм      | Небојша Богавац, Вукашин Алексић, Мајкл Кембел, Предраг Матерић, Иван Стефановић, Андрија Ћирић, Петар Поповић, Ђорђе Ђого, Миљан Пуповић, Драгољуб Видачић, Дарко Миличић, Миленко Топић, Саша Васиљевић                                                                 | Жељко Лукајић         |

## Статистички најбољи играчи

### Поени
| Поз. | Играч                 | Клуб          | Просек |
| ---- | --------------------- | ------------- | ------ |
| 1.   | Милош Вујанић         | Партизан      | 23.1   |
| 2.   | Мијаило Грушановић    | Лавови 063    | 20.4   |
| 3.   | Скуни Пен             | Црвена звезда | 19.3   |
| 4.   | Владислав Драгојловић | ОКК Београд   | 17.9   |
| 5.   | Небојша Богавац       | Хемофарм      | 17.5   |

### Скокови
| Поз. | Играч                 | Клуб        | Просек |
| ---- | --------------------- | ----------- | ------ |
| 1.   | Дејан Милојевић       | Будућност   | 10.6   |
| 2.   | Саво Ђикановић        | Ловћен      | 9.6    |
| 3.   | Предраг Шупут         | Спартак     | 9.6    |
| 4.   | Владислав Драгојловић | ОКК Београд | 7.0    |
| 5.   | Мијаило Грушановић    | Лавови 063  | 6.8    |

### Асистенције
| Поз. | Играч           | Клуб          | Просек |
| ---- | --------------- | ------------- | ------ |
| 1.   | Скуни Пен       | Црвена звезда | 4.3    |
| 2.   | Ранко Чарапић   | Ловћен        | 4.3    |
| 3.   | Дејан Радоњић   | НИС Војводина | 3.4    |
| 4.   | Дејан Милојевић | Будућност     | 3.3    |
| 5.   | Огњен Ашкрабић  | ФМП           | 3.2    |